# لورين بوب
لورين بوب (بالإنجليزية: Loren Pope) هو صحفي أمريكي، ولد في 13 يوليو 1910، وتوفي في 23 سبتمبر 2008.